# جاپی
جاپی (به پرتغالی: Japi) یک منطقهٔ مسکونی در برزیل است که در ریو گرانده شمالی واقع شده‌است. جاپی ۱۸۹ کیلومتر مربع مساحت و ۴٬۹۹۵ نفر جمعیت دارد.